# ADAP/Galo Maringá FC
ADAP/Galo Maringá Futebol Clube – brazylijski klub piłkarski z siedzibą w mieście Maringá leżącym w stanie Paraná.

## Osiągnięcia
- Torneio dos Campeões da CBD: 1969
- Torneio Centro-Sul: 1968
- Mistrz stanu Paraná (3): 1963, 1964, 1977
- Wicemistrz stanu Paraná (5): 1965, 1967, 1981, 2002, 2006
- Mistrz II ligi stanowej (Campeonato Paranaense de Futebol - Segunda Divisão) (2): 2001, 2005
- Puchar stanu Paraná (Copa Paraná): 1999
- Torneio Início: 1989

## Historia
Klub założony został 7 lipca 1961 pod nazwą Grêmio Esportivo Maringá. W 1963 Grêmio po raz pierwszy zdobył mistrzostwo stanu Paraná, a sukces ten powtórzył w następnym roku. W 1972 oddano do użytku stadion klubu - Estádio Willie Davids. Od 21 marca 2005 klub występował jako Galo Maringá.
Na skutek fuzji, do jakiej doszło 25 listopada 2006 roku między klubami stanu Paraná - ADAP z miasta Campo Mourão i Galo Maringá Futebol Clube powstał klub ADAP Galo Maringá Football Club.
Pierwszy mecz po fuzji klub rozegrał 14 stycznia 2007 - w ramach I ligi stanowej przeciwnikiem był zespół Nacional Rolândia, który ADAP Galo pokonał u siebie 3:1. W tym samym roku klub przystąpił do rozgrywek III ligi brazylijskiej (Campeonato Brasileiro Série C), jednak odpadł już w pierwszym etapie.